# Kostel svatého Jiljí (Dolánky)
Kostel svatého Jiljí v Dolánkách v okrese Litoměřice je raně barokní bezvěžový kostel tvořící dominantu obce severně od Doksan stojící na návrší nad pravým břehem řeky Ohře. Býval obklopen hřbitovem, ze kterého se dochovalo jen několik málo náhrobků. Zchátralý a neužívaný kostel je součástí barokního areálu, od roku 1964 je chráněn jako kulturní památka.

## Historie

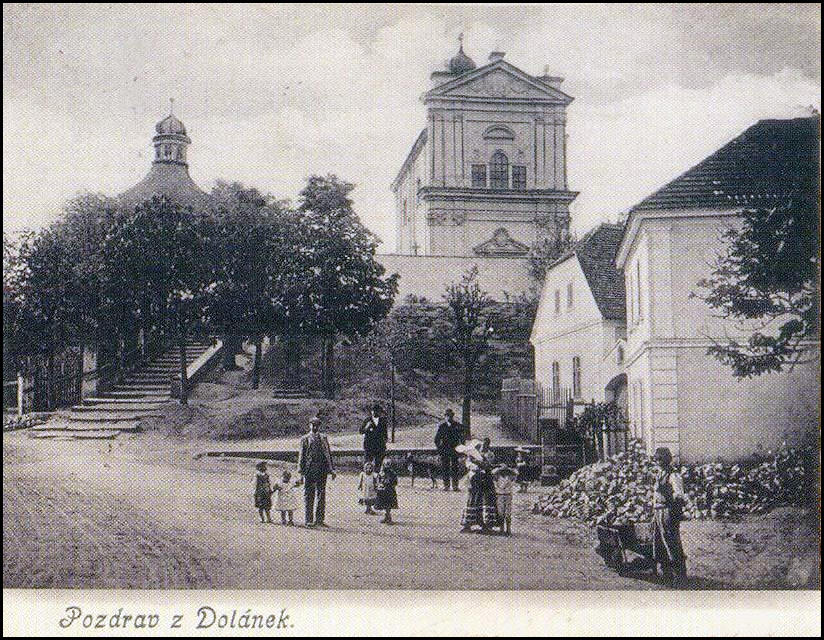
Kostel na pohlednici z roku 1906

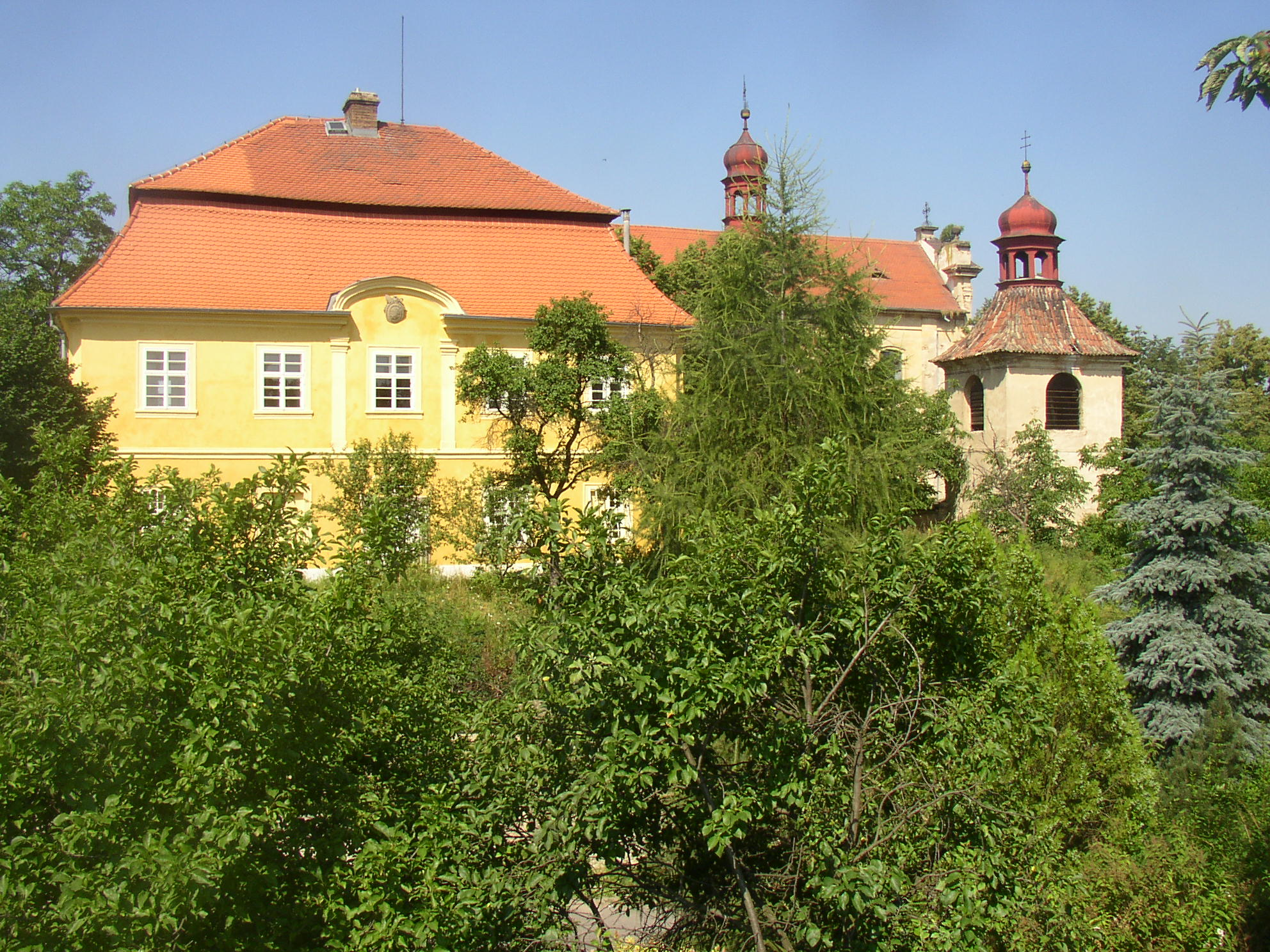
Barokní areál kostela sv. Jiljí v Dolánkách

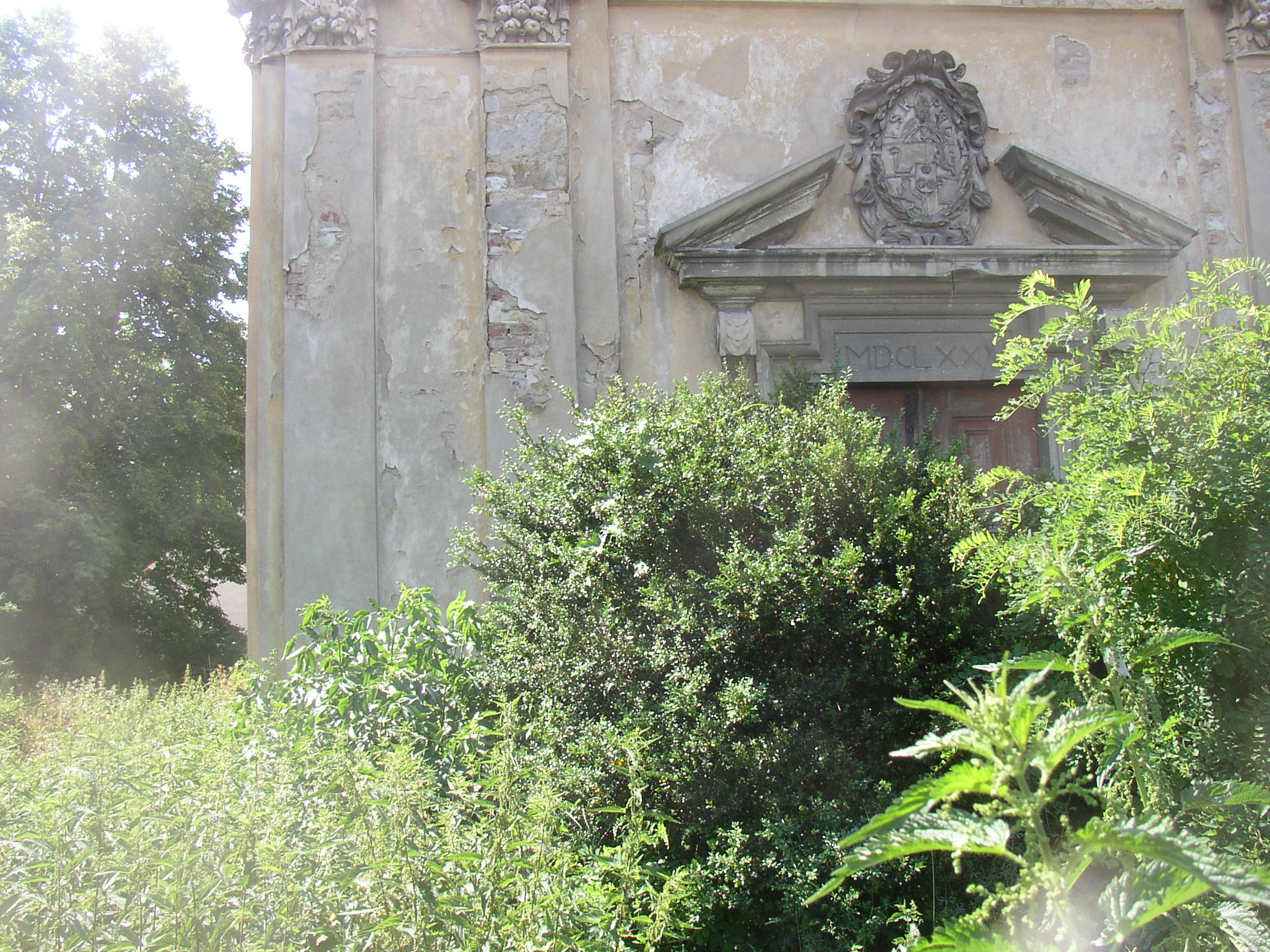
Vstupní portál kostela sv. Jiljí

Původně na jeho místě stál zřejmě již ve 13. století malý gotický kostel. Ten byl poškozen v průběhu třicetileté války a nahrazen v roce 1675 novou stavbou filiálního kostela. Kostel byl filiálním až do zrušení doksanského kláštera, kdy byl povýšen na farní kostel. Jeho autorem byl zřejmě Antonio della Porta, který je zároveň autorem řady raně barokních sakrálních staveb v širším okolí. Až do roku 1945 byl udržovaný, ale po II. světové válce, po vysídlení německy mluvícího obyvatelstva, začal postupně chátrat. Po roce 2000 byla vyměněna střešní krytina. V dokumentaci Národního památkového ústavu z února 2022 je konstatován havarijní stav kostela. Ohradní zeď hrozí zřícením, ve velmi špatném stavu je i nedaleká zvonice.

## Architektura

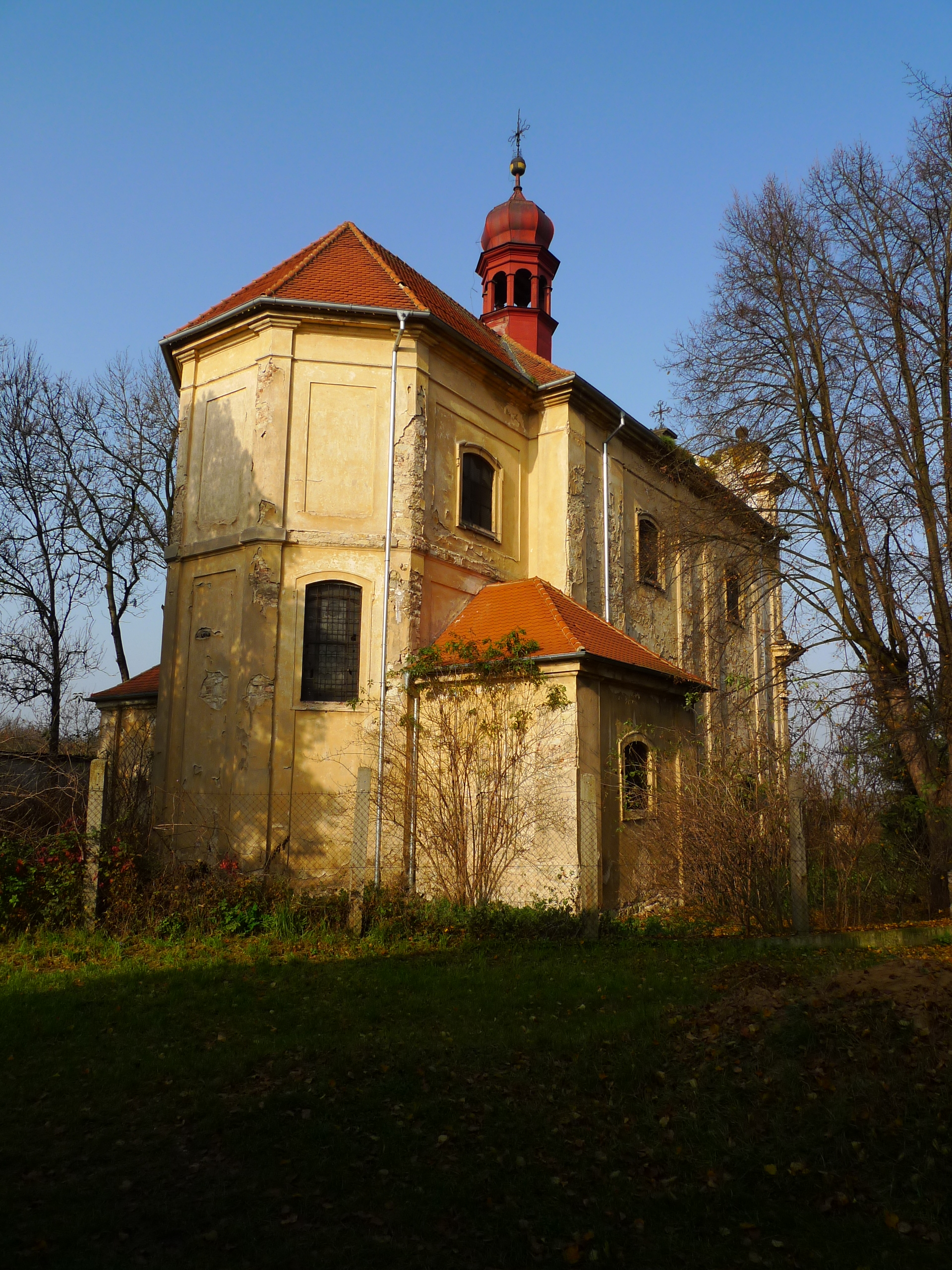
Závěr kostela sv. Jiljí

Je kostelem jednolodním, podélným s odsazeným presbytářem, který je polygonálně uzavřen. U presbytáře jsou přízemní přístavky. Průčelí kostela je trojdílné se dvěma dvojicemi pilastrů v obou dolních pořadích. Štít kostela je široký, má trojdílné okno a trojúhelný vrchol. Kamenný portál kostela má v nadpraží letopočet 1675 (datum výstavby) a rozeklaný štítek s oválnou kartuší. Na bocích kostela jsou vysoké pilastry. Na presbytáři zvenčí se nacházejí lizénové rámce.
Uvnitř kostela je valená klenba s lunetami mezi pásy na vysokých pilastrech se s bohatě plastickými hlavicemi, nachází vyložená, zalamovaná římsa a četné štukové plastiky andělů i ornamentálních motivů.

## Vybavení
Hlavní oltář portálový barokního typu z období výstavby kostela okolo roku 1675. Je proveden v černo-zlatém boltcovém slohu. Je opatřen čtyřmi sloupky, segmentovou římsou, dvěma sochami po stranách a dalšími pěti plastikami na římse. Titulní oltářní obraz byl přemalován v roce 1828. Tabernákl je pozdně barokní z roku 1768 a jeho dvířka jsou opatřena bohatě plastickým reliéfem. Boční oltáře sv. Norberta a sv. Pankráce jsou také z období kolem roku 1675 a jsou také stejného slohu jako hlavní oltář, ale mají jen dva sloupky. V segmentových štítcích bočních oltářů jsou boltcové kartuše a po stranách boltcová křídla. Lavice jsou dřevěné z 2. poloviny 17. století. Na jejich vykrajovaných bocích se nacházelí zlacené boltcové lemy. Varhany jsou pozdně barokní z roku 1765 a opatřeny jsou bohatě řezanými křídly a zlacenými rokaji, mřížkami a kartušemi. Zpovědnice jsou také pozdně barokní z roku 1774. Mají zvlněné průčelí a vzdutou římsu; jejich dvířka jsou vykládaná rokajovými útvary. Stojan na svíčky z 18. století je železný, tepaný. Je opatřen dvěma kruhy na třech křídlech a jeho horní část je otočná. Kamenná renesanční křtitelnice z roku 1580 stojí na balustrové noze a podstavci s volutami. Jsou na ní reliéfy akantů, nádrž s vysokým profilovaným okraje, a je opatřena víkem mladšího data s plastikou sv. Jana Křtitele. Renesanční kamenná kazatelna z roku 1596 pochází od Š. Bohdala. Její hladká balustrová noha spočívá na podstavci pozdně gotických tvarů; polygonální řečniště má nápisy a reliéfy na mušlovitém dně. V kostele, v nice na levé straně lodi, se nachází pozdně gotická dřevěná socha Piety z 1. poloviny 16. století, která je nově polychromovaná. Dalšími dvěma plastikami jsou: socha sv. Jana Nepomuckého z 18. století a barokní Kristus na kříži, také z 18. století. Dva bohatě řezané rokajové rámy s ostatky a zasklenými obrázky Svaté rodiny a sv. Jana Nepomuckého jsou pozdně barokní ze 2. poloviny 18. století. Obrazy: Nevěřící Tomáš, Nanebevzetí Panny Marie, Řádový světec s Madonou a andělem, sv. Magdaléna a Světec s andělem jsou vesměs barokní díla ze 17.-18. století. Křížová cesta v lodi kostela pochází z 19. století.

## Okolí kostela

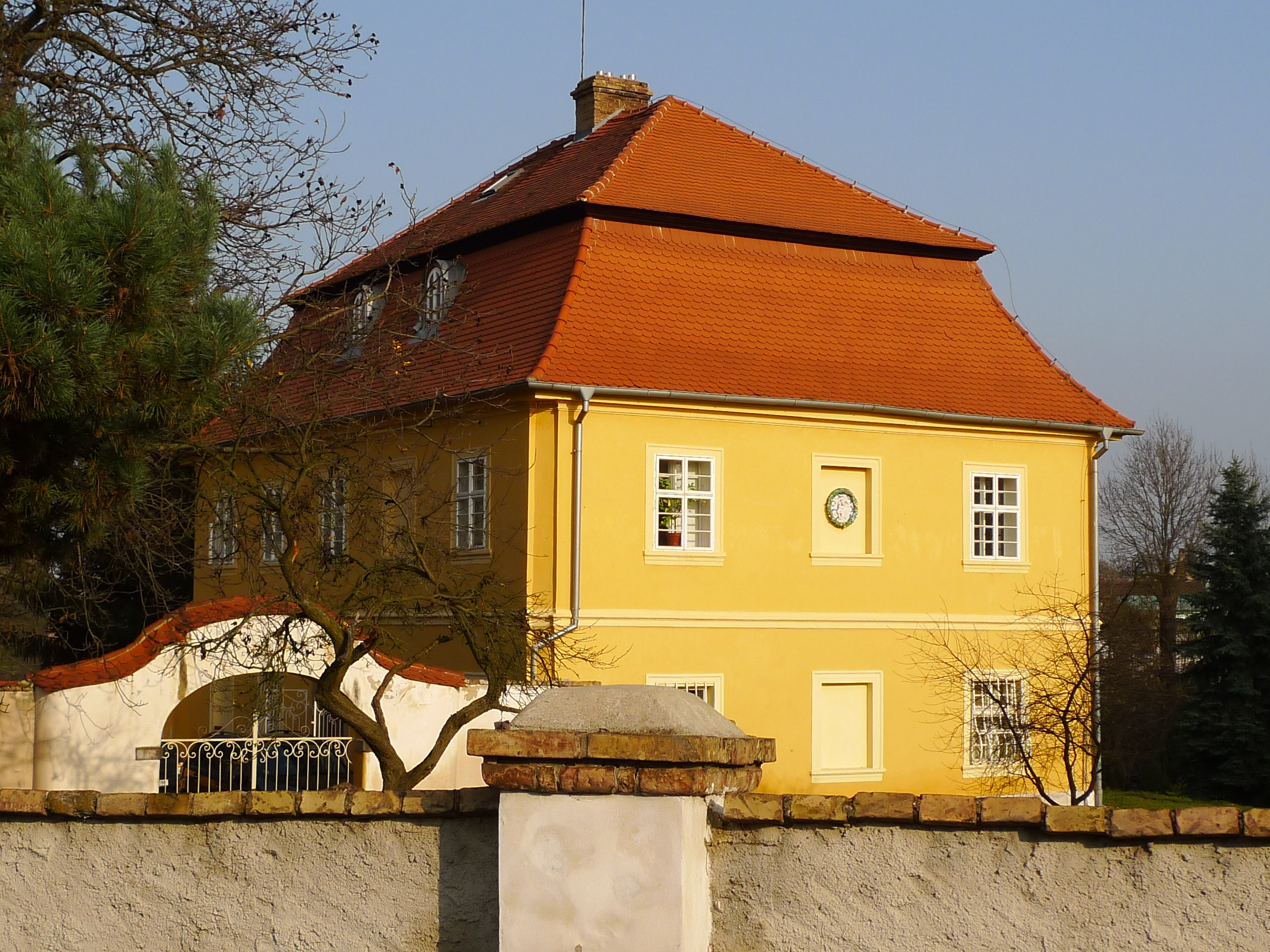
Bývalá fara v Dolánkách

U kostela, jako součást barokního areálu, stojí čtyřboká zvonice. Tato barokní stavba má půlkruhově sklenutá okna a stanovou střechu s lunetami. Bývalá fara, která již není ve vlastnictví farnosti, je pozdně barokní z let 1788–1791. Je obdélná, patrová s mansardovou střechou. Má zkosená nároží a na průčelí pilastry vymezené osové pole s obkloukovou římsou.